# Thisted Kirke
Thisted Kirke er en kirke i byen Thisted i Thy.

## Eksterne kilder og henvisninger
- Wikimedia Commons har flere filer relateret til Thisted Kirke
- Thisted Kirke Arkiveret 31. januar 2011 hos  Wayback Machine hos nordenskirker.dk
- Thisted Kirke hos KortTilKirken.dk
- Thisted Kirke i bogværket Danmarks Kirker (udg. af Nationalmuseet)